# Santeramo in Colle
Santeramo in Colle este o comună de 27.550 locuitori, în regiunea Apulia, în provincia Bari, Italia.

## Economie
La Santeramo se află sediul principal al companiei Natuzzi, cea mai mare companie de mobilă din Italia

## Demografie
Santeramo in Colle - evoluția demografică

|  | Graficele sunt indisponibile din cauza unor probleme tehnice. Mai multe informații se găsesc la Phabricator și la wiki-ul MediaWiki. |

Date: Recensăminte sau birourile de statistică - grafică realizată de Wikipedia

1. ↑  Superficie di Comuni Province e Regioni italiane al 9 ottobre 2011 (în italiană), Istituto Nazionale di Statistica, accesat în 16 martie 2019
2. ↑   https://www.tuttitalia.it/puglia/74-comuni/altitudine/ Lipsește sau este vid: |title= (ajutor)